# Alvise I Mocenigo
Alvise I Mocenigo var regerande doge av Venedig 1570-1577.